# Vianasia
Vianasia is een geslacht van kevers uit de familie van de loopkevers (Carabidae). De wetenschappelijke naam van het geslacht is voor het eerst geldig gepubliceerd in 1955 door Mateu.

## Soorten
Het geslacht Vianasia omvat de volgende soorten:
- Vianasia guttula (Solier, 1849)
- Vianasia nigrotestacea (Solier, 1849)
- Vianasia opacicollis (Chaudoir, 1876)
- Vianasia rugaticollis (Mateu, 1976)